# متحف الفنون والتقاليد الشعبية بالكاف
متحف الفنون والتقاليد الشعبية بالكاف  هو متحف إثنوغرافي تونسي يقع في مدينة الكاف. يحتل المتحف جزءً من زاوية تابعة للطريقة الرحمانية. يهدف المتحف إلى عرض طريقة الحياة اليومية لسكان الجهة.